# Östlind & Almquist

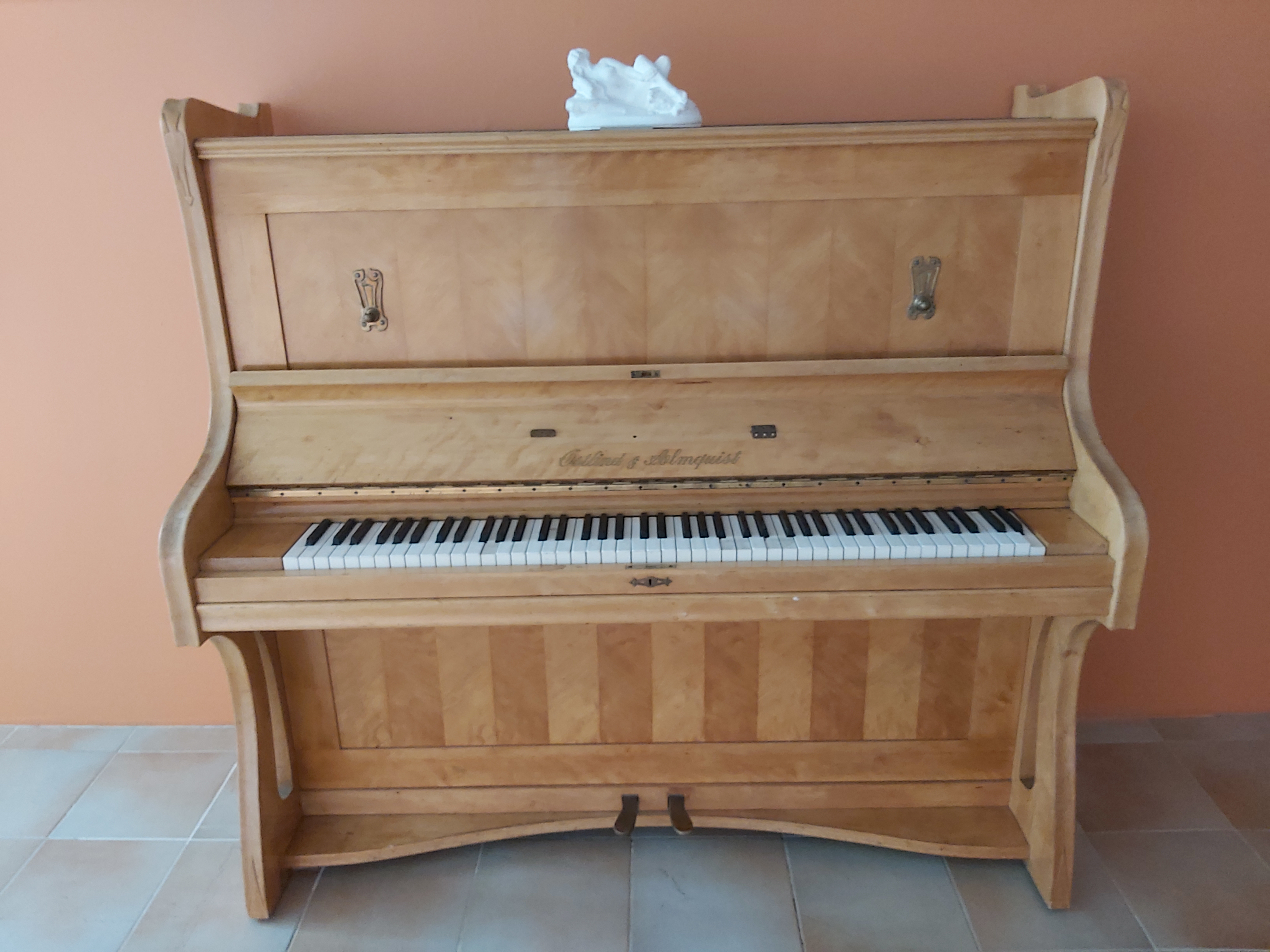
Piano av Östlind & Almquist på Rackstadmuseet, Arvika

Östlind och Almquist var en svensk piano- och orgelharmoniumtillverkare. Firman grundades 1888 i Arvika av Anders Nilsson Östlind, född 30 maj 1857 i Gunnarskog, död 14 september 1915 i Stockholm.
1888 tillverkades 19 harmonier och 1889 tillverkades 59 harmonier. 1890 ingick musikhandlare Anton Almquist, Göteborg, som delägare i firman. 1890 tillverkades 128 harmonier. 1918 slogs Östlind & Almquist samman med sex andra harmonium- och pianofabriker i landet till AB Förenade Piano- och Orgelfabriker, men de enskilda bolagen existerade alltjämt formellt. 1928 hade fabriken i Arvika levererat 37 000 och 1936 47 200 flyglar, pianon och orgelharmonier.
Företaget fick en guldmedalj vid utställningen i Bryssel 1897 och har fått andra guld- och silvermedaljer samt hedersomnämnanden vid tävlingar med amerikanska, engelska, tyska och franska orgelfabriker. Företaget har senare ingått i J.G. Malmsjös Pianofabrik och tillverkningen i Arvika lades ner 1966 då man flyttade till nybyggda lokaler i Vik utanför Arvika. Fabriksbyggnaden har sedan dess bland annat inrymt en högstadieskola (Esplanadskolan, fram till 1994) och ett lågprisvaruhus. Numera är fastigheten ombyggd till hyreslägenheter samt inhyser ånyo en högstadieskola, friskolan Klässbols högstadium, med inriktning på musik.
Östlind & Almquist lades ner 1977, och fanns sista tiden dessförinnan i Klässbol.
Äldre pianon och orgelharmonier finns tillsammans med annat historiskt material på Klaverens Hus i Lövstabruk.

## Orgelharmonium
Påbörjad lista över tillverkade orgelharmonium.
| År   | Lokal       | Oktaver | Stämmor | Register | Knäsvällare              | Finns kvar? | Övrigt |
| ---- | ----------- | ------- | ------- | -------- | ------------------------ | ----------- | --- |
| 1902 | Lisjö kyrka | 5       | 5       | 8        | 2/hela verket och forte. |             | Patenterad pipton. Patenterad pedalbas som anger lägsta tonen i alla ackord. Orgeln inköpt genom verkmästare Bergström i Surahammar med bidrag från fru Zethelius. |
|      |             |         |         |          |                          |             | |
|      |             |         |         |          |                          |             | |